# The Dark Crystal (jeu vidéo)
The Dark Crystal est un jeu vidéo d’aventure conçu par Roberta Williams et publié par Sierra On-Line en 1983 sur Apple II et Atari 8-bit. Le jeu s’inspire du film de fantasy Dark Crystal, sorti en 1982. Un peu plus d’un mois a été nécessaire à Roberta Williams pour concevoir le jeu. À sa sortie, le jeu est plutôt bien reçu par les critiques. Pour le magazine Softline, il est ainsi « bien meilleur que le film » et ses graphismes sont « délicieux ».

## Synopsis
Le joueur accompagne Jen dans la réalisation de la prophétie de Aughra.